# یوهانس اریکسن
یوهانس اریکسن (دانمارکی: Johannes Eriksen; ۱۲ ژوئیهٔ ۱۸۸۹ – ۲۵ ژوئن ۱۹۶۳) کشتی‌گیر اهل دانمارک بود.